# Список кардиналов, возведённых папой римским Климентом XIV

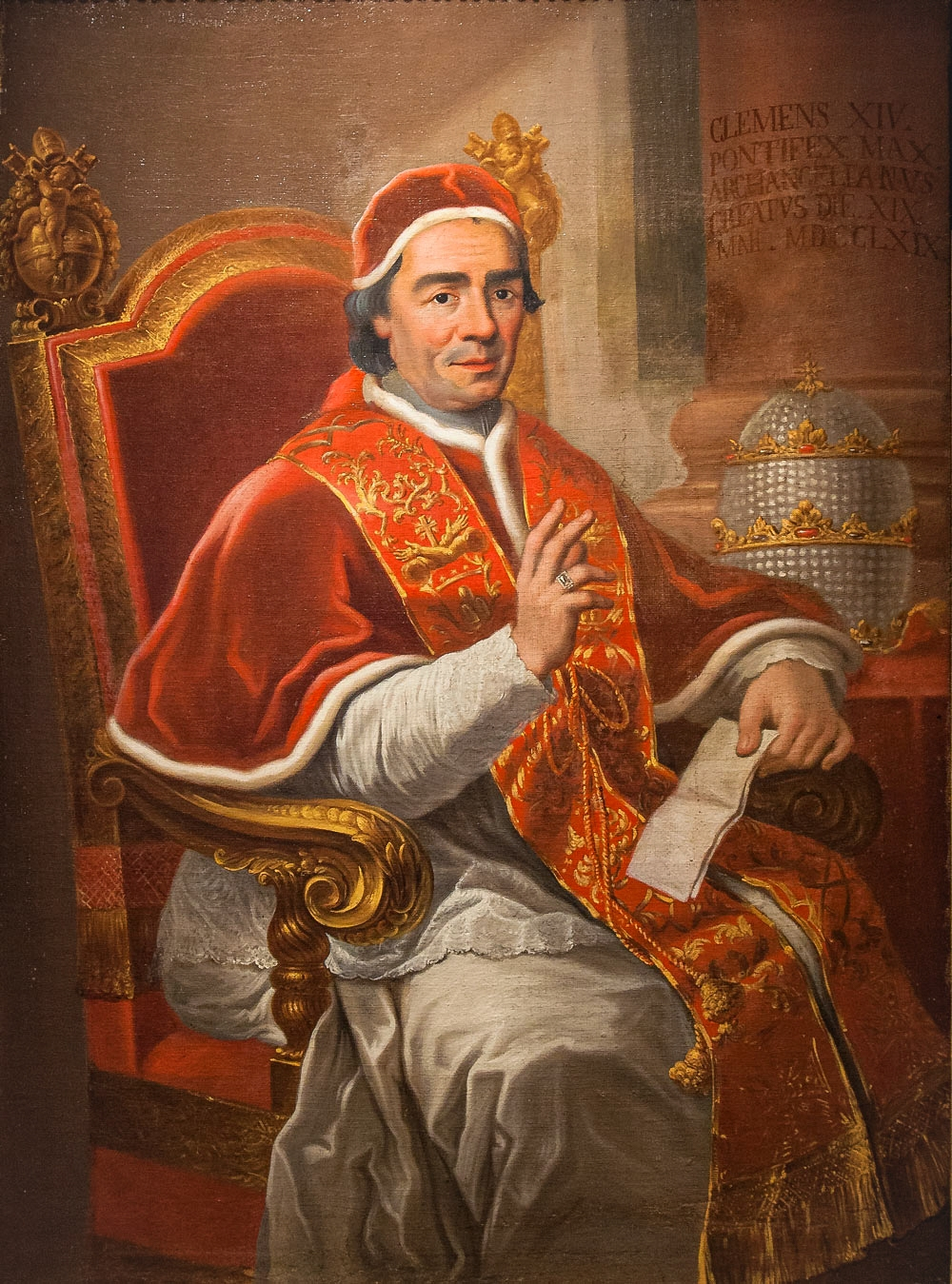
Папа Климент XIV

Кардиналы, возведённые Папой римским Климентом XIV — 16 прелатов и клириков были возведены в сан кардинала на семи Консисториях за пять с половиной лет понтификата Климента XIV.
Самой крупной консисторией была Консистория от 19 апреля 1773 года, на которой было возведено два кардинала и трое кардиналов объявлены как in pectore.

## Консистория от 18 декабря 1769 года
- Паулу де Карвалью де Мендонса, председатель Совета Инквизиции и великий приор Гимарайнша (Португалия).[1]

## Консистория от 29 января 1770 года
- Марио Компаньони Марефоски, секретарь Священной Конгрегации Пропаганды Веры (Папская область).[2]

## Консистория от 6 августа 1770 года
- Жуан Косме да Кунья, C.R.S.A., архиепископ Эворы (Португалия).

## Консистория от 10 сентября 1770 года
- Шипионе Боргезе, титулярный архиепископ Феодосии, префект Папского Дома (Папская область);
- Джованни Баттиста Реццонико, префект Апостольского дворца (Папская область).

## Консистория от 12 декабря 1770 года
- Антонио Казали, губернатор Рима и вице-камерленго Святой Римской Церкви (Папская область);[3]
- Паскуале Аквавива д’Арагона, президент Урбино (Папская область).[3]

## Консистория от 17 июня 1771 года
- Антонио Эудженио Висконти, титулярный архиепископ Эфеса, апостольский нунций в Австрии (Папская область);[4]
- Бернардино Жиро, архиепископ Феррары, апостольский нунций во Франции (Папская область).[4]

## Консистория от 23 сентября 1771 года
- Инноченцо Конти, титулярный архиепископ Тира, апостольский нунций в Португалии (Папская область).[4]

## Консистория от 16 декабря 1771 года
- Шарль-Антуан де Ла Рош-Эмон, архиепископ Реймса (Франция).

## Консистория от 14 декабря 1772 года
- Леопольд Эрнст фон Фирмиан, князь-епископ Пассау (Пассауское епископство).

## Консистория от 15 марта 1773 года
- Дженнаро Антонио де Симоне, апостольский протонотарий, аудитор Его Святейшества (Папская область).

## Консистория от 19 апреля 1773 года
- Франческо Карафа делла Спина ди Траэтто, титулярный архиепископ Патры, секретарь Священной Конгрегации по делам епископов и монашествующих (Папская область);
- Франческо Саверио де Дзелада, титулярный архиепископ Петры в Палестине, секретарь Священной Конгрегации Тридентского собора (Папская область).

## Консистория от 26 апреля 1773 года[5]
- Джованни Анджело Браски, генеральный казначей Апостольской Палаты (Папская область);
- Франческо д’Эльчи, генеральный аудитор Апостольской Палаты (Папская область).